# Gallice (société)
 (septembre 2022).
La mise en forme du texte ne suit pas les recommandations de Wikipédia : il faut le « wikifier ».
Les points d'amélioration suivants sont les cas les plus fréquents :
- Les titres sont pré-formatés par le logiciel. Ils ne sont ni en capitales, ni en gras.
- Le texte ne doit pas être écrit en capitales (les noms de famille non plus), ni en gras, ni en italique, ni en « petit »…
- Le gras n'est utilisé que pour surligner le titre de l'article dans l'introduction, une seule fois.
- L'italique est rarement utilisé : mots en langue étrangère, titres d'œuvres, noms de bateaux, etc.
- Les citations ne sont pas en italique mais en corps de texte normal. Elles sont entourées par des guillemets français : « et ».
- Les listes à puces sont à éviter, des paragraphes rédigés étant largement préférés. Les tableaux sont à réserver à la présentation de données structurées (résultats, etc.).
- Les appels de note de bas de page (petits chiffres en exposant, introduits par l'outil «  Source ») sont à placer entre la fin de phrase et le point final[comme ça].
- Les liens internes (vers d'autres articles de Wikipédia) sont à choisir avec parcimonie. Créez des liens vers des articles approfondissant le sujet. Les termes génériques sans rapport avec le sujet sont à éviter, ainsi que les répétitions de liens vers un même terme.
- Les liens externes sont à placer uniquement dans une section « Liens externes », à la fin de l'article. Ces liens sont à choisir avec parcimonie suivant les règles définies. Si un lien sert de source à l'article, son insertion dans le texte est à faire par les notes de bas de page.
- La présentation des références doit suivre les conventions bibliographiques. Il est recommandé d'utiliser les modèles {{Ouvrage}}, {{Chapitre}}, {{Article}}, {{Lien web}} et/ou {{Bibliographie}}. Le mode d'édition visuel peut mettre en forme automatiquement les références.
- Insérer une infobox (cadre d'informations à droite) n'est pas obligatoire pour parachever la mise en page.

Pour une aide détaillée, merci de consulter Aide:Wikification.
Si vous pensez que ces points ont été résolus, vous pouvez retirer ce bandeau et améliorer la mise en forme d'un autre article.
 (juillet 2022).
Pour les articles homonymes, voir Gallice.
Gallice est une entreprise française de services de sécurité et de défense (ESSD), également active dans le secteur de l'intelligence économique, du renseignement d'affaire, du conseil en sûreté, de l'appui aux États et de la cybersécurité,.
Depuis mars 2007, Gallice est dirigée par Gilles Sacaze (ancien cadre du Service Action de la DGSE) et, depuis 2016, par Antony Marchand (ancien commandant en second du GIGN).
À la suite d’une réorganisation importante conduite en 2015 découlant de l’arrêt des opérations en Libye et en Irak et du ralentissement des opérations maritimes dans l’Océan Indien, les différentes sociétés sont désormais indépendantes et ne sont plus rattachées à une holding.

## Historique

### Fondation
Gallice est fondée en 2007 par Gilles Sacaze, Frédéric Gallois, Gilles Maréchal et Luc Vaireaux, des anciens cadres du Service Action de la DGSE, du GIGN et de la haute fonction publique française. Les quatre fondateurs ont pour ambition de créer une société militaire privée « à la française », capable de couvrir tout le spectre de la sécurité, de la protection physique, en passant par la protection de sites, de biens, l’escorte en zone à risques, le renseignement d’affaires, l’ingénierie de sûreté, la cyber ou la formation,.
Gallice obtient dès 2007 des contrats auprès d’entreprises françaises et internationales sur les cinq continents, ainsi qu’auprès d’États, principalement en Afrique francophone.
Depuis 2009, la société publie aussi annuellement sa Carte mondiale des Risques,.

### Expansion de l’activité en Afrique: lutte contre la piraterie et appui aux États africains
Dès 2010, Gallice a deux principales activités en Afrique : la sécurisation d’itinéraires maritimes contre la piraterie et l’assistance au renforcement des capacités des États africains en matière de sécurité.
En matière de sécurisation d’itinéraires maritimes, Gallice est principalement active dans la corne de l’Afrique, au large des côtes somaliennes, et dans l’Ouest de l'océan Indien, accompagnant les armateurs et les compagnies maritimes dans leurs itinéraires. La période 2008 à 2014 marque en effet l’âge d’or de la piraterie somalienne, faisant perdre des millions de dollars aux armateurs. Pour répondre à ce risque, Gallice propose à ses clients des équipes de sécurité armées, présentes à bord des porte-conteneurs pour défendre les navires face aux actions de piraterie, à la fois dans l'océan Indien mais aussi dans le golfe de Guinée  et au Gabon,,,,. À cette époque, Gallice devient elle-même armateur, disposant de son propre bateau pour sécuriser les itinéraires de ses clients dans l'océan Indien,.
En matière d’assistance aux États, Gallice intervient auprès de plusieurs gouvernements (Mali, Gabon, Centrafrique, Guinée, par exemple) pour former les unités militaires ou policières locales, notamment les forces d’application de la loi, les forces spéciales, les forces d’interventions et les gardes présidentielles de ces pays,,. Gallice intervient aussi auprès du gouvernement du Gabon, des autorités du Cameroun, de Guinée et du Congo-Brazzaville pour conseiller les élus de ces pays sur la politique sécuritaire à adopter en vue de préparer de grands évènements internationaux (Coupe d’Afrique des Nations, Jeux Panafricains…),,.

### Implantation au Moyen-Orient et en Méditerranée: escorte en zone à risque et sécurisation de sites sensibles
À partir de 2012, Gallice intensifie ses activités au Moyen-Orient, avec des missions principalement centrées sur la protection de personnalités, de cadres ou de civils voyageant dans ces pays : Gallice est ainsi la première société de sécurité française à s'implanter en Irak, pays alors marqué par la guerre civile et le terrorisme,,,.
Gallice accompagne ainsi de nombreux journalistes français et européens qui se rendent en Irak et en Syrie pour couvrir les conflits locaux, assurant la sécurité des reporters. De même, l’entreprise française travaille pour de grands groupes pour escorter leurs cadres qui se rendent au Moyen-Orient. Enfin, l’entreprise mène aussi des missions d’évacuation, contribuant à rapatrier des civils ou des personnalités bloqués dans des zones à risque.
Enfin, Gallice intervient aussi auprès du gouvernement irakien et du gouvernement libyen pour des opérations de formation d'unités spécialisées ou de protection,,,.
Le Président de Gallice, Gilles Sacaze a révélé avoir fait appel à Comya Group dirigé par Alexandre Benalla pour mener les évacuations de ses clients au Soudan à la suite du déclenchement du conflit soudanais en avril 2023,. Comya Group a participé à l'évacuation de ressortissants étrangers pris au piège lors du déclenchement du conflit soudanais, en les acheminant vers les points de rassemblements officiels (ambassades et aéroports) afin de permettre leur départ du pays. Cette opération a été mener par d'anciens officiers de la DGSE travaillant pour Comya Group.
L'intervention de la société Comya Group a suscité la controverse au sein du Parlement français Pierre Laurent a notamment attiré l'attention de la Ministre des Affaires étrangères Catherine Colonna quant au fait que des entreprises privées ne devraient pas être autorisé à assurer des missions régaliennes,.

### Enquête judiciaire et non-lieu
À partir de 2014, la justice française ouvre une enquête contre Michel Tomi, un homme d’affaires corse dont les activités en Afrique éveillent la suspicion des magistrats français. Dans le cadre de cette enquête sur les "réseaux corses" de Michel Tomi au Mali, les enquêteurs français s'intéressent brièvement aux activités de Gallice dans le pays, le groupe travaillant à cette époque avec la présidence du pays pour la formation d’une unité de protection des plus hautes autorités de l’État.
Gallice est un temps suspectée d’avoir bénéficié de facilités pour obtenir ce contrat au Mali, mais l’enquête judiciaire permet finalement de blanchir totalement la société française et ses dirigeants, conduisant à un non-lieu en 2018. Cet épisode judiciaire contraint néanmoins Gallice à réduire son volume d’activité en Afrique, dans l’attente du résultat de l’enquête.

### Relance des activités d'intelligence économique à la suite de la Loi Sapin-2
À partir de 2017-2018, Gallice relance son activité de façon intensive, bénéficiant d’un contexte législatif très favorable. En effet, si le groupe continue ses activités à l’international, Gallice décide de focaliser une partie de son attention sur la densification de son offre en intelligence économique et en ingénierie de sûreté. Et pour cause, à partir de 2016, la Loi Sapin-2 vient augmenter les obligations des entreprises en matière de compliance ainsi que de lutte contre la corruption et le blanchiment d’argent.
La loi Sapin-2 bénéficie ainsi à Gallice et aux autres sociétés historiques du secteur de l’intelligence économique : cette nouvelle législation pousse, en effet, de nombreuses entreprises à chercher des prestataires externes pour mener des due diligence ou pour revoir leurs politiques de sûreté-sécurité ainsi que leurs politiques AML/KYC,.
À partir de 2020, le débat français autour de la notion de « souveraineté économique » à la suite de l'Affaire Alstom ou de la perte du contrat du siècle par Naval Group en Australie, donne un coup d'accélérateur aux activités d’intelligence économique des nombreuses sociétés françaises, dont Gallice.

### COVID-19 et virage cyber
Face à l'augmentation des attaques cyber durant l'épidémie de COVID-19, Gallice décide, comme la plupart des acteurs de secteur de la sécurité privée, de diversifier ses activités en offrant désormais une offre complète aux entreprises désireuses de se prémunir face aux cyberattaques : audit, mise en place de PRA/PCA, formation, détection de logiciels ou de dispositifs d’espionnages (micros, caméras).

## Statut légal
À l'image de la plupart des sociétés de conseil et d'intelligence économique, la plupart des sociétés liées à Gallice sont enregistrées comme des sociétés classiques en France, respectant les mêmes règles que toutes les autres entreprises.
En revanche, à l'image de beaucoup d’entreprises de services de défense et de sécurité françaises, Gallice utilise une filiale établie à l’étranger (en Irlande) pour ses prestations de service aux États étrangers, le droit irlandais étant plus souple sur ce sujet que le droit français.

## Liens avec le gouvernement français
À l'image de nombreuses autres entreprises françaises de sécurité privée, Gallice est parfois suspectée de travailler directement avec le gouvernement français et ses services de renseignement, opérant ainsi comme un « satellite » des services officiels. Ces suspicions sont notamment nourries par le rôle joué par Gallice dans des pays africains de la sphère d'influence française (Mali, Gabon, Guinée, Centrafrique, Congo-Brazzaville) mais aussi et surtout, par le fait que l'entreprise ait été créée par des personnes issues du GIGN ou du Service Action de la DGSE. Dans sa charte éthique, Gallice indique par ailleurs officiellement que le groupe n’opère jamais sur des missions qui pourraient porter atteinte aux intérêts français.
Pour autant, Gallice revendique toujours une totale indépendance de ses équipes vis-à-vis du pouvoir politique français, de ses canaux diplomatiques ou de ses services de renseignement,. Cela tout en reconnaissant une bonne entente avec les autorités françaises, les cadres du groupe ayant été régulièrement sollicités par les autorités législatives françaises pour contribuer à l'encadrement juridique des activités de sûreté/sécurité,.

## Filiales et sociétés liées
Gallice France, basée à Compiègne, est la société chargée les activités d’intégration sûreté, de formation, de conseil, les conférences et les activités d’ingénierie et de conseil du groupe. BS3I, basée à Compiègne, est la société chargée des activités d’intelligence économique, de lutte contre la fraude et la contrefaçon, de vérification des process qualité et d’investigation du groupe. KT2S, basée à Compiègne, est la société chargée de la sécurité des transports et des plateformes (ports, aéroports, etc.). Gallice Défense, basée à Compiègne, est la société chargée de la sécurisation des sites sensibles (y compris par des moyens armés). Gallice Protection, basée à Compiègne, est la société chargée de la protection des personnes physiques. Gallice International, domiciliée à Dublin (Irlande), est quant à elle la société chargée des activités de conseil aux États, d'appui à la sûreté des organisations internationales et de formation.